# MTV Europe Music Awards 2014
O MTV Europe Music Awards (MTV EMA) de 2014, a vigésima primeira edição da premiação, aconteceu no The SSE Hydro, Glasgow, Escócia, em 9 de novembro de 2014.
Esta foi a segunda vez que a Escócia acolheu o evento, depois de os MTV EMA de 2003 terem acontecido em Edimburgo. Foi também a quinta vez que a premiação aconteceu no Reino Unido, depois de Londres (1996), Liverpool (2008) e Belfast (2011) terem acolhido edições anteriores do evento.
Katy Perry foi a artista mais indicada, com 7 indicações. Os grupos One Direction e 5 Seconds of Summer foram os maiores vencedores desta edição, tendo cada um deles recebido 5 galardões.

## Indicados e Vencedores

### Melhor Canção
- Ariana Grande featuring Iggy Azalea - "Problem"
  - Eminem featuring Rihanna - "The Monster"
  - Katy Perry featuring Juicy J - "Dark Horse"
  - Pharrell Williams - "Happy"
  - Sam Smith - "Stay With Me

### Melhor Videoclipe
- Katy Perry featuring Juicy J - "Dark Horse"
  - Iggy Azalea featuring Rita Ora - "Black Widow"
  - Kieza - "Hideaway"
  - Pharrell Williams - "Happy"
  - Sia - "Chandelier"

### Melhor Artista Feminino
- Ariana Grande
  - Beyoncé
  - Katy Perry
  - Nicki Minaj
  - Taylor Swift

### Melhor Artista Masculino
- Justin Bieber
  - Ed Sheeran
  - Eminem
  - Justin Timberlake
  - Pharrell Williams

### Melhor Artista Revelação
- 5 Seconds of Summer
  - Ariana Grande
  - Charli XCX
  - Kieza
  - Sam Smith

### Melhor Artista Pop
- One Direction
  - 5 Seconds of Summer
  - Ariana Grande
  - Katy Perry
  - Miley Cyrus

### Melhor Artista Rock
- Linkin Park
  - Arctic Monkeys
  - The Black Keys
  - Coldplay
  - Imagine Dragons

### Melhor Artista Alternativo
- Thirty Seconds to Mars
  - Fall Out Boy
  - Lana Del Rey
  - Lorde
  - Paramore

### Melhor Artista de Musica Eletrônica
- Calvin Harris
  - Afrojack
  - Avicii
  - David Guetta
  - Hardwell

### Melhor Artista Hip Hop
- Nicki Minaj
  - Drake
  - Eminem
  - Iggy Azalea
  - Kanye West

### Melhor Artista Ao Vivo
- One Direction
  - Beyoncé
  - Bruno Mars
  - Justin Timberlake
  - Katy Perry

### Melhor World Stage Performance
- Enrique Iglesias
  - Afrojack
  - B.o.B
  - Ellie Goulding
  - Fall Out Boy
  - Flo Rida
  - Hardwell
  - Imagine Dragons
  - The Killers
  - Kings of Leon
  - Linkin Park
  - Nicole Scherzinger
  - Pharrell Williams
  - Simple Plan

### Melhor Artista Push
- 5 Seconds of Summer
  - Ariana Grande
  - Charli XCX
  - Cris Cab
  - John Newman
  - Jungle
  - Kid Ink
  - Kieza
  - Lorde
  - Sam Smith
  - Zedd